# آلفرد چو
آلفرد چو (انگلیسی: Alfred Y. Cho؛ زادهٔ ۱۰ ژوئیهٔ ۱۹۳۷) مهندسان برق اهل ایالات متحده آمریکا است.
وی همچنین برندهٔ جوایزی همچون جایزه موریس لیبمن انجمن مهندسان برق و الکترونیک آمریکا، مدال افتخار آی‌تریپل‌ئی، جایزه رامفورد، نشان ملی علوم، مدال الیوت کرسون، و مدال ملی فناوری و نوآوری شده‌است.